# Црква светог Петра и Павла у Ошањићима
Црква Светог Петра и Павла је српска православна црква која се налази у Ошањићима у општини Столац, а припада Епархији захумско-херцеговачко и приморској. Подигнута је пре 1505. године, а проглашена је за Национални споменик Босне и Херцеговине.

## Опис
Црква је подигнута пре 1505. године. Њен ктитор био је војвода Радосав из породице Храбрена Милорадовића који је и сахрањен у цркви.
Црква у основи је триконхална. Триконхос није честа градитељска форма у времену настанка цркве у Ошањићима, њихово време настанка датира раније. Припадају централном типу грађевина, иако су често продужаване према западној страни мањим или већим правоугаоним простором. Спољашње димензије цркве, заједно са припратом, износе 13,60 м дужине и 5,35 м ширине.
У припрати цркве налазе се две надгробне плоче. Испред самог улаза у цркву је анепиграфска плоча, димензија 80 х 130 цм, са угравираним приказом стрелца. На другој плочи, димензија 86 х 156 цм, налази се натпис †Асе лежи војевода Радосав? Храбрен? З. Г † 1505) 1?то априла 24. Историчари нису разрешили ко је био Радослав овде сахрањен, зато су се задовољили само констатацијом да је он „припадник породице Храбрена-Милорадовића”, чији су чланови сахрањени у Радимљи. У сваком случају, он је био заслужан за градњу или обнову цркве.
Иза апсиде је надгробна плоча (димензија 1,68 х 1,08 х 0,23 м) испод које је сахрањена монахиња Марта 1572. године. На њој се налази натпис : „Асе лежи монахиња Марта 1572”.
Око 80 м западно од цркве налазе се, једна уз другу, две камене столице клесане у две живе кречњачке стене. Столице су клесане просечном техником. Мања столица је западно од веће и представља много грубљи рад од веће. Обе имају подножја, седиште и наслон за леђа. Делимично су оштећене зубом времена. На њима је натпис, први део натписа гласи : „†Асе сто војеводе Стипана Милорадовића”, а други „а понови га војевода Петар?, син? му”.